# Aratos aus Argos
Aratos war ein antiker griechischer Aulet (Flötenspieler auf dem Aulos) des 4. Jahrhunderts v. Chr.
Aratos stammte aus Argos. Er lebte wohl um 340 v. Chr. und war der Aulet der attischen Phyle Erechtheis. Dies ist durch eine in Attika gefundene Inschrift bekannt.